# عارف أبو شقرا
عارف يوسف أبو شقرا (1899 - 3 أغسطس 1958) مدرس وصحفي وكاتب وشاعر لبناني .  من عماطور بقضاء الشوف ينتمي إلى عائلة درزية. يعتبر من رجال التربیة والتعلیم بلبنان. اهتم بالأدب العربي فالتزم التدريس في كلية المقاصد الإسلامية 28 عاما. له مؤلفات ومقالات وديوان شعر.  كان عضوًا فاعلاً في الحزب التقدمي الاشتراكي.

## سيرته
ولد عارف بن يوسف بن خطار بن خليل أبو شقرا في عماطور من قرى قضاء الشوف في محافظة جبل لبنان سنة 1899، توفى والده سنة 1903 فرباه جده خطار. تلقى دروسه الأولية في مسقط رأسه ثم في مدرسة المعلم طعمة في المختارة ثم في المدرسة الوطنية في الشويفات وتخرج فيها سنة‌ 1914، ووقعت الحرب العالمية الأولى فلم يدخل الجامعة بل انصرف إلى التعمق في اللغة العربية‌ وآدابها ثم إنشاء مع أمين أفندي عبد الصمد مدرسة في عماطور، وبعد بعض سنوات انتقل إلى المدرسة التي أنشأها شفيق بك الحلبي في عين قنية - الشوف - فدرّس فيها أولا ثم تسلم إدارتها. 

وفي 1928 انتقل إلى بيروت وعلّم في مدرسة المقاصد الإسلامية اللغة العربية وآدابها إلى جانب مساعدة نيسب أبي شقرا في إصدار مجلة البادية خلال سنتي 1928 و1929 حتی سنة 1941. واشترك أيضا في تحرير مجلة‌ الأمالي للدكتور عمر فروخ من سنة 1939 حتى سنة 1941 واستمر بعدها يكتب في عدة صحف أخصها الأنباء وغالباً ما كان يوقع باسم مستعار «أبو ذر» وفي سنة 1956 ترك المقاصد بعد أن علّم فيها 28 سنة وذهب للتدريس في‌ الكلية السعودية في برج البراجنة حيث استمر إلى أن توفي في 3 آب / أغسطس 1958 ودفن في مسقط رأسه، عماطور.

في يوم 23 تشرين الثاني 2011 تنظم «ندوة وفاء للمربي والشاعر والصحافي والمؤرخ والأديب الشيخ عارف أبو شقرا» لمناسبة صدور مجموعة من أعماله غير المنشورة في كتاب، في قصر الاونيسكو في بيروت.

## آثاره
حقق كتاب الحركات في لبنان ونشره، وله كتاب ثلاثة علماء من شيوخ بني معروف وعدد كبير من القصائد والمقالات والبحوث في مواضيع شتى. وله مؤلفات مخطوطة منها آداب الدين الدرزي و تاريخ جبل الدروز. وديوان شعر أكثر قصائده غير منشورة.جمع أسامة أبو شقرا مؤلفات عارف أبو شقرا في مجلد وسماه أعمال غير منشورة في كتاب ونشره في 2012. 

## وصلات خارجية
- بعض مقالاته في sakhrit
- في معجم البابطين